# Yamilson Rivera
Yamilson Rivera (Tumaco, Nariño, Colombia; 18 de junio de 1989) es un futbolista colombiano. Se desempeña en las posiciones de delantero o extremo.

## Trayectoria

### Cúcuta
Yamilson debutó en el Cúcuta Deportivo el año 2008 jugando 11 partidos como titular se mantuvo en los Motilones hasta el primer semestre de 2009.

### América, Cúcuta y Magdalena
Pasa al América de Cali de Diego Edison Umaña que realizó una mala campaña, y donde no sumó minutos. Volvió al Cúcuta donde tampoco tuvo regularidad, para más adelante llegar al Unión Magdalena de la Segunda División.

### América de Cali
En enero del 2012 regresa al América para afrontar la Primera B. Si bien empezó como suplente terminó demostrando un gran nivel, y sus limitadas intervenciones con el equipo fueron realmente destacadas. Llegó a marcar goles importantes y a mostrar un buen rendimiento, lo cual llevó al profesor Eduardo Lara a tenerlo en cuenta para los partidos decisivos del torneo de ascenso. Fue uno de los más destacados de los diablos rojos ese año, llegando a marcar 3 goles en la Copa Colombia y 7 en el Torneo de Ascenso.
Continuó con el América para el 2013, donde tuvo algunos altibajos, pero en general mostró un muy buen nivel. Fue el goleador del equipo ese año, logrando 7 goles en el primer semestre y 5 en el segundo, además de uno más en Copa Colombia, por lo que fue una de las figuras del equipo escarlata ese año. Destacó mucho por su rapidez, su potencia en el tiro, su pegada de media distancia y sus buenos cobros de tiro libre.
Para el 2014 Rivera tuvo un rendimiento extraordinario, marcando 11 goles en el Torneo Apertura, siendo el goleador del equipo y de nuevo una de sus grandes figuras. Gracias a esto muchos equipos del exterior se fijaron en el joven atacante, quien finalmente abandono el conjunto escarlata con destino al Club León de México, tras marcar 34 goles y ser un referente para los diablos rojos durante dos años.

### Mineros de Zacatecas
El 3 de julio se confirmaría que su nuevo club sería Mineros de Zacatecas del Ascenso MX. Su primer gol lo marca el 22 de agosto de 2015 dándole la victoria su club 2 por 1 como visitantes en casa de Club Zacatepec. El 2 de febrero marca su primer gol por la Copa de México en la victoria 2 a 0 sobre Club León. El 27 de febrero marca el único gol del partido en la victoria en casa de Cafetaleros de Tapachula.

### Deportivo Pasto
Para enero de 2017 se confirma como nuevo jugador del Deportivo Pasto de la Categoría Primera A de Colombia. Debuta el 3 de febrero con doblete en la goleada 4 por 0 como visitantes en casa del Cortuluá, a los seis días marca el gol del empate un gol frente a La Equidad, de nuevo cinco días después marca el gol de la victoria por la mínima como visitantes frente a Tigres FC completando 4 goles en sus primeros tres partidos, vuelve a marcar doblete el 21 de febrero en la 5 a 0 sobre Patriotas de Boyacá donde sale como la figura del partido y siendo esocogido la revelación del campeonato. Vuelve a marcar hasta el 9 de abril en la victoria 3 por 2 sobre Independiente Santa Fe, le da la victoria a su club el 29 de abril 1-2 como visitantes frente a Envigado FC.

## Clubes
| Club                 | País                | Año                 | Partidos | Goles |
| -------------------- | ------------------- | ------------------- | -------- | ----- |
| Cúcuta Deportivo     | Colombia            | 2008 - 2009         | 22       | 1     |
| América de Cali      | Colombia            | 2009                | 1        | 1     |
| Cúcuta Deportivo     | Colombia            | 2010                | 2        | 0     |
| Unión Magdalena      | Colombia            | 2011                | 9        | 0     |
| América de Cali      | Colombia            | 2012 - 2014         | 92       | 34    |
| León                 | México              | 2014                | 11       | 4     |
| Santa Fe             | Colombia            | 2015                | 18       | 2     |
| Mineros de Zacatecas | México              | 2015 - 2016         | 25       | 6     |
| Deportivo Pasto      | Colombia            | 2017                | 17       | 8     |
| Santa Fe             | Colombia            | 2017                | 11       | 1     |
| América de Cali      | Colombia            | 2018                | 8        | 0     |
| Real Cartagena       | Colombia            | 2019                | 14       | 2     |
| Envigado F.C.        | Colombia            | 2019                | 5        | 0     |
| Total en su carrera  | Total en su carrera | Total en su carrera | 235      | 59    |

## Palmarés

### Campeonatos nacionales
| Título                | Club     | País     | Año  |
| --------------------- | -------- | -------- | ---- |
| Superliga de Colombia | Santa Fe | Colombia | 2015 |